# Велос (эсминец)
«Велос» (HHMS/HNS Velos (D-16)) (греч. Βέλος — стрела) — эсминец, бывший USS Charrette (DD-581), эсминец типа «Флетчер», корабль передан Военно-морским силам Греции в 1959 году.

## USSCharretteв ВМФ США
Эсминец во время Второй мировой войны воевал на Тихом океане, в 1947 году был выведен в резерв.

## «Велос» в ВМФ Греции
Корабль получил своё имя в честь одноимённого эсминца эпохи Балканских и Первой мировой войн.
«Велос» принял участие почти во всех военно-морских учениях Греции и НАТО, а также во всех греко-турецких кризисах 1964 −1967-1974 (Турецкое вторжение на Кипр) и 1987 гг.

## Мятеж
В 1967 году в Греции была установлена военная диктатура. Организаторами переворота (так называемые «чёрные полковники») были в основном офицеры сухопутных сил. Греческий народ ни на минуту не смирился с создавшейся ситуацией. Это касалось и вооружённых сил, в основном ВВС и ВМФ. Офицерами флота при содействии греческих политиков, находящихся в эмиграции, был подготовлен план свержения диктатуры. План предусматривал выход флота в море к острову Крит, известному своими революционными и повстанческими традициями, что обеспечило бы тем самым начало свержения диктатуры с этого острова. План был раскрыт, и многие офицеры были арестованы и подвергнуты пыткам.
25 мая 1973 года под командованием капитана Николаоса Паппаса эсминец принимал участие в учениях НАТО и находился между материковой Италией и островом Сардиния. Паппас, который сам был членом организации офицеров флота, получил по радио информацию об арестах и пытках. Становилось очевидно, что на тот момент не было более надежды на действия внутри страны. Он решил действовать сам, чтобы привлечь внимание к Греции мировой общественности. Паппас выстроил экипаж на корме и объявил о своём решении, которое было принято экипажем с энтузиазмом. Паппас известил о своих намерениях командующего натовской эскадры, штаб-квартиру НАТО, в своём послании он цитировал преамбулу НАТО, в которой говорилось: «все правительства обязаны защищать свободу, общее наследство и культуру своих народов, основанных на принципах демократии, личной свободы и права».
Оставив эскадру, он направил «Велос» к Фьюмичино, где попросил политическое убежище. Первоначально весь экипаж (170 моряков) был намерен последовать за капитаном. Паппас оставил часть экипажа, в особенности семейных моряков, на борту. Эсминец вернулся в Грецию через месяц, с другим экипажем. Паппас и его соратники остались в эмиграции. Инцидент получил широкую огласку и показал шаткость диктатуры.
После падения диктатуры 24 июля 1974 года все офицеры вернулись на флот. Паппас дослужился до звания вице-адмирала и был командующим штаба ВМФ с 1982 по 1986 годы. Он скончался 5 апреля 2013 года.
«Велос» был списан 26 февраля 1991 года, пройдя за 48 лет с ВМФ США и Греции 362 622 морских миль.

## Музей
Эсминцу не пришлось участвовать в реальных военных действиях с греческим ВМФ. Но в 1994 году было принято решение оставить его как «Музей борьбы против диктатуры», в знак признания преданности флота конституции и демократии. Эсминец стоял вначале на острове Порос, затем в 2000 году был переведён для проведения необходимых работ на базу ВМФ Саламис, остров Саламина.
С 26 июня 2002 года эсминец встал к причалу «Парка Морской традиции» в Палеон-Фалирон в Южных Афинах, напротив славы греческого флота крейсера «Георгиос Авероф», который был флагманом греческого флота в победоносных сражениях Балканских и Первой мировой войн.
С 2019 года «Велос» стоит у причала в Салониках.
18 ноября 2023 года, во время семибалльного шторма, корабль получил повреждения кормы и лишился киля. На следующий день «Велос» был отбуксирован в Салоникский порт для оценки повреждений.

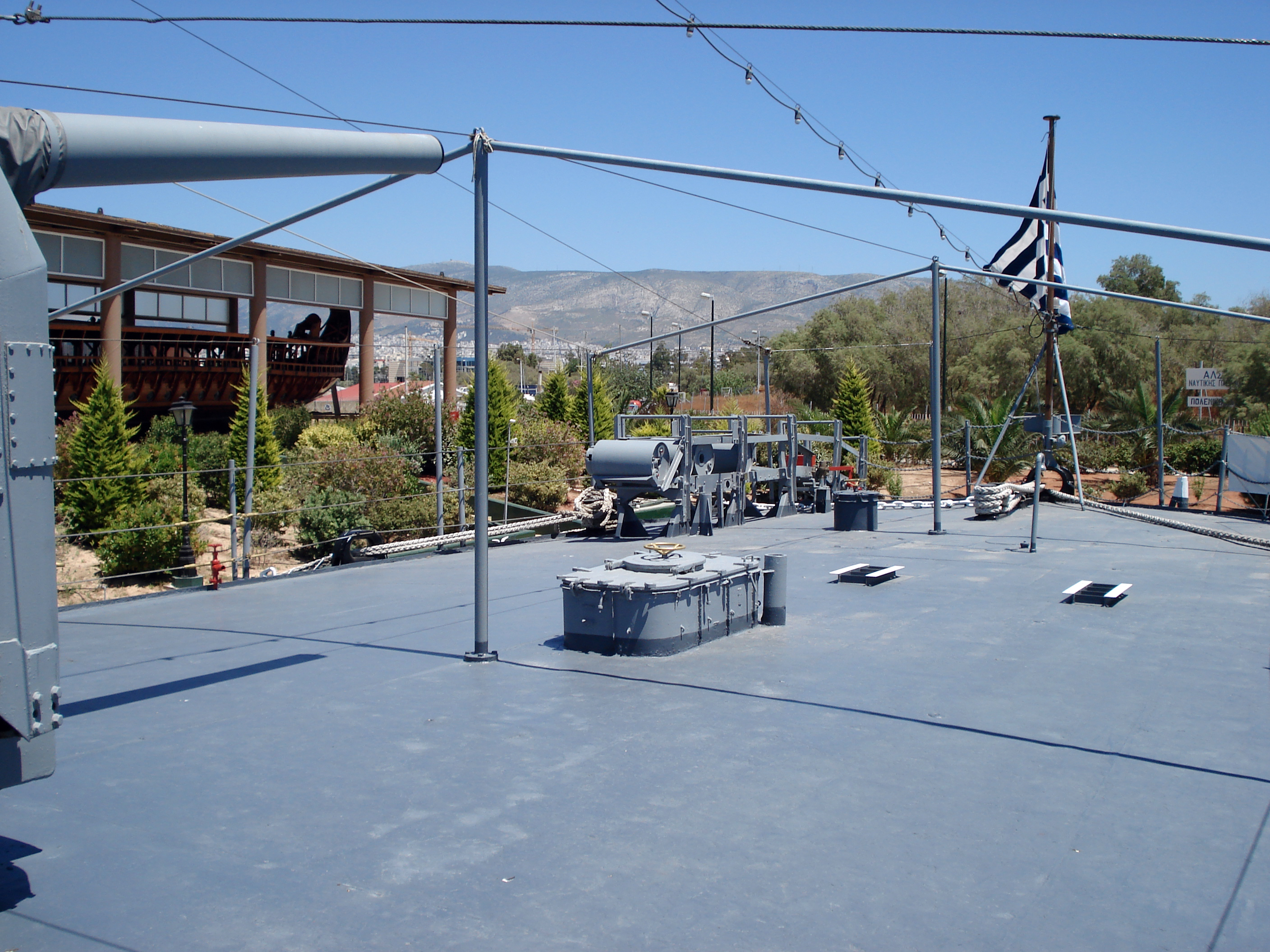
Velos D16, 3 июня 2006. Вид на корму
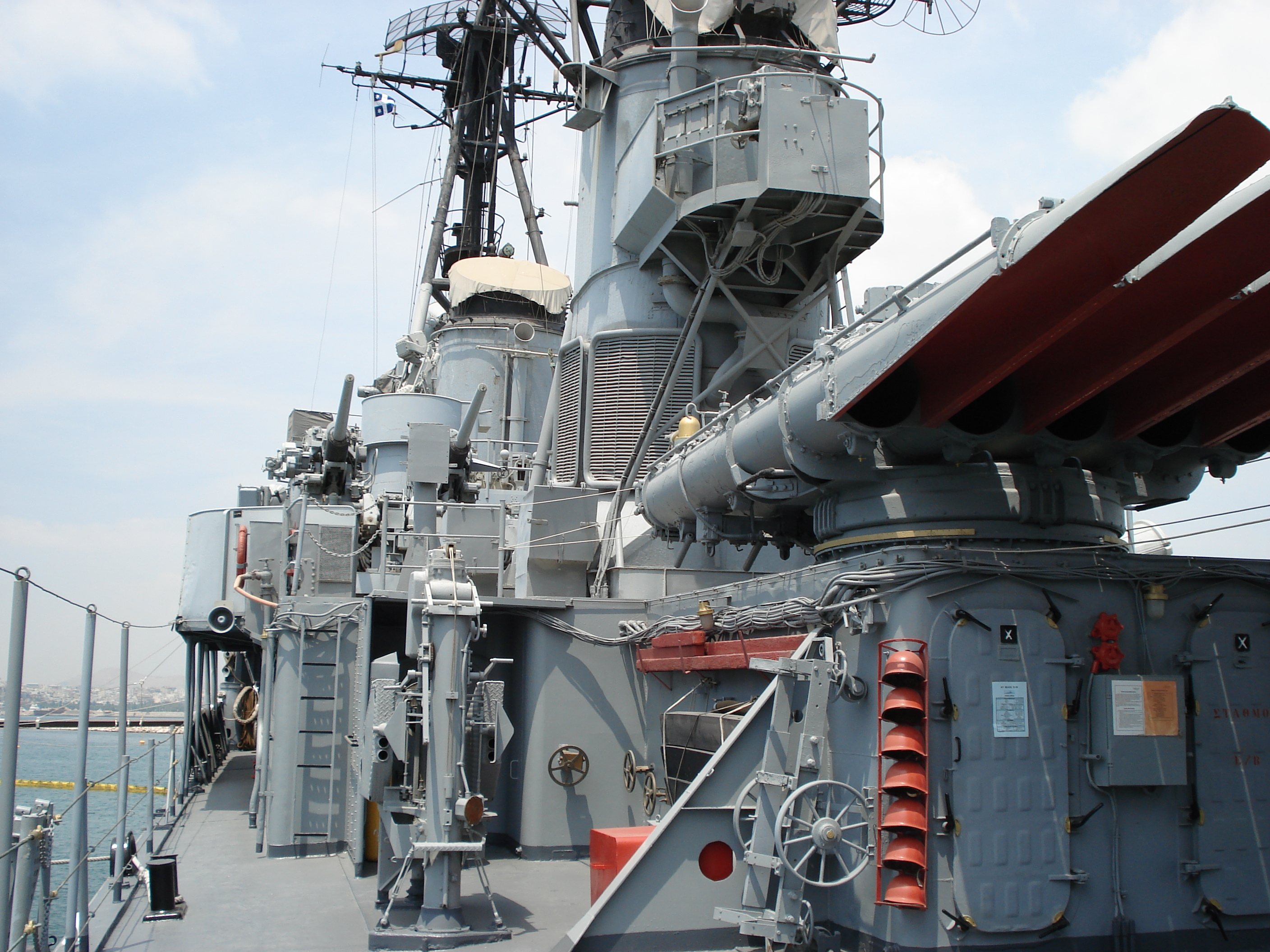
Velos D16, 20 мая 2006 года
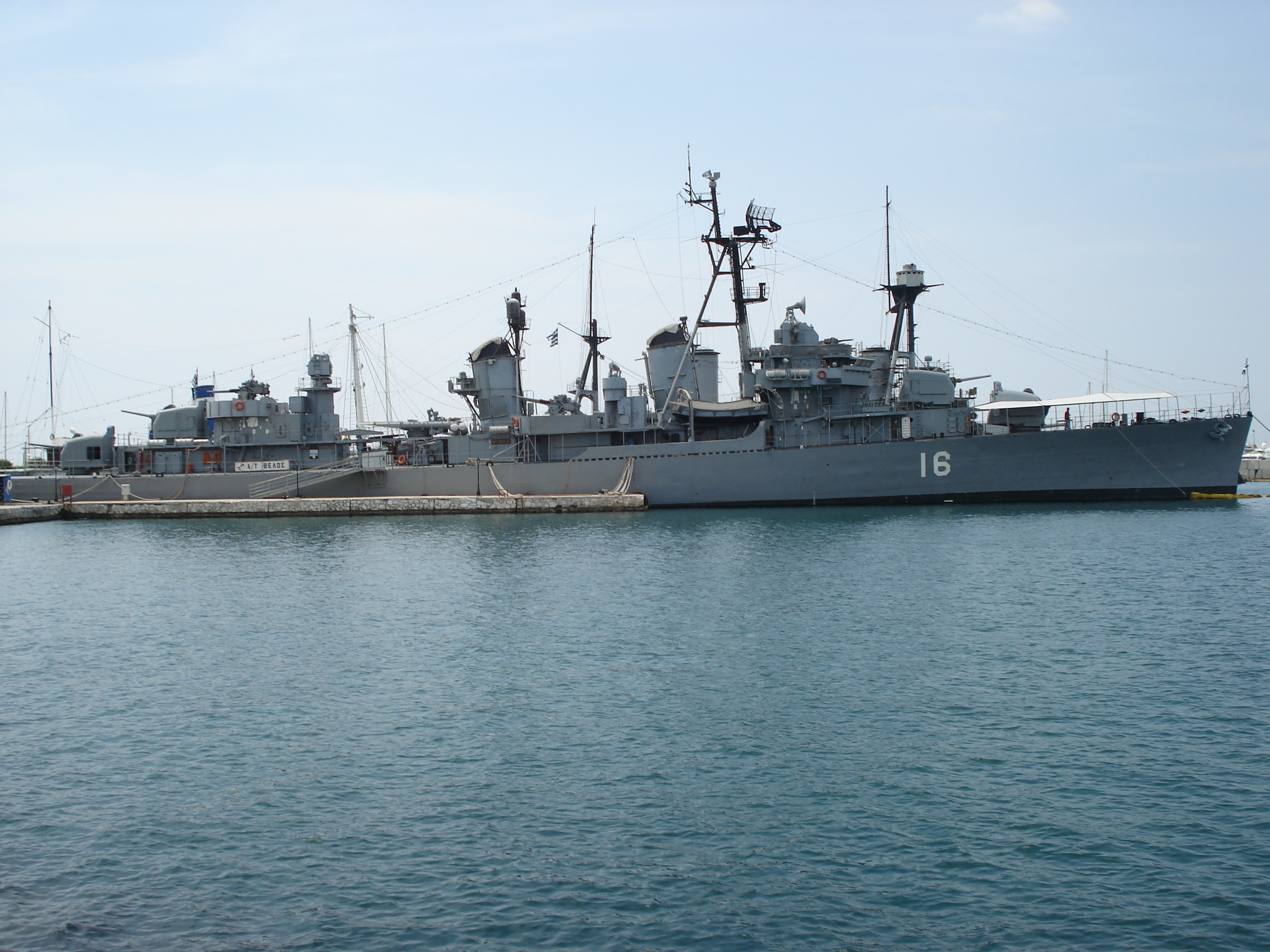
Velos 20 мая 2006 года